# Po zachodzie słońca (zbiór opowiadań)
Po zachodzie słońca − zbiór 13 opowiadań Stephena Kinga opublikowany w 2009 roku.

## Spis opowiadań
- Willa (Willa)
- Piernikowa dziewczyna (The Gingerbread Girl)
- Sen Harveya (Harvey's Dream)
- Miejsce obsługi podróżnych (Rest Stop)
- Rower stacjonarny (Stationery Bike)
- Rzeczy, które po sobie zostawili (The Things They Left Behind)
- Dzień rozdania świadectw (Graduation Afternoon)
- N.(N.)
- Kot z piekła rodem (The Cat From Hell)
- "New York Times" w cenie promocyjnej (The New York Times at Special Bargain Rates)
- Niemowa (Mute)
- Ayana (Ayana)
- Bardzo trudne położenie (A Very Tight Place)

Zbiór opowiadań rozpoczyna się wstępem autora, a kończy się jego komentarzem zatytułowanym "Zapiski po zachodzie słońca", który objaśnia genezę powstania każdego z opowiadań.
Opowiadanie Piernikowa dziewczyna zostanie przeniesione na wielki ekran przez Craiga Baxleya i samego Kinga.